# Корбек Джамі
Корбек Джамі (крим. Körbek Cami) — мечеть села Корбек (Ізобільне) Ялтинського району Автономної Республіки Крим.

## Історія

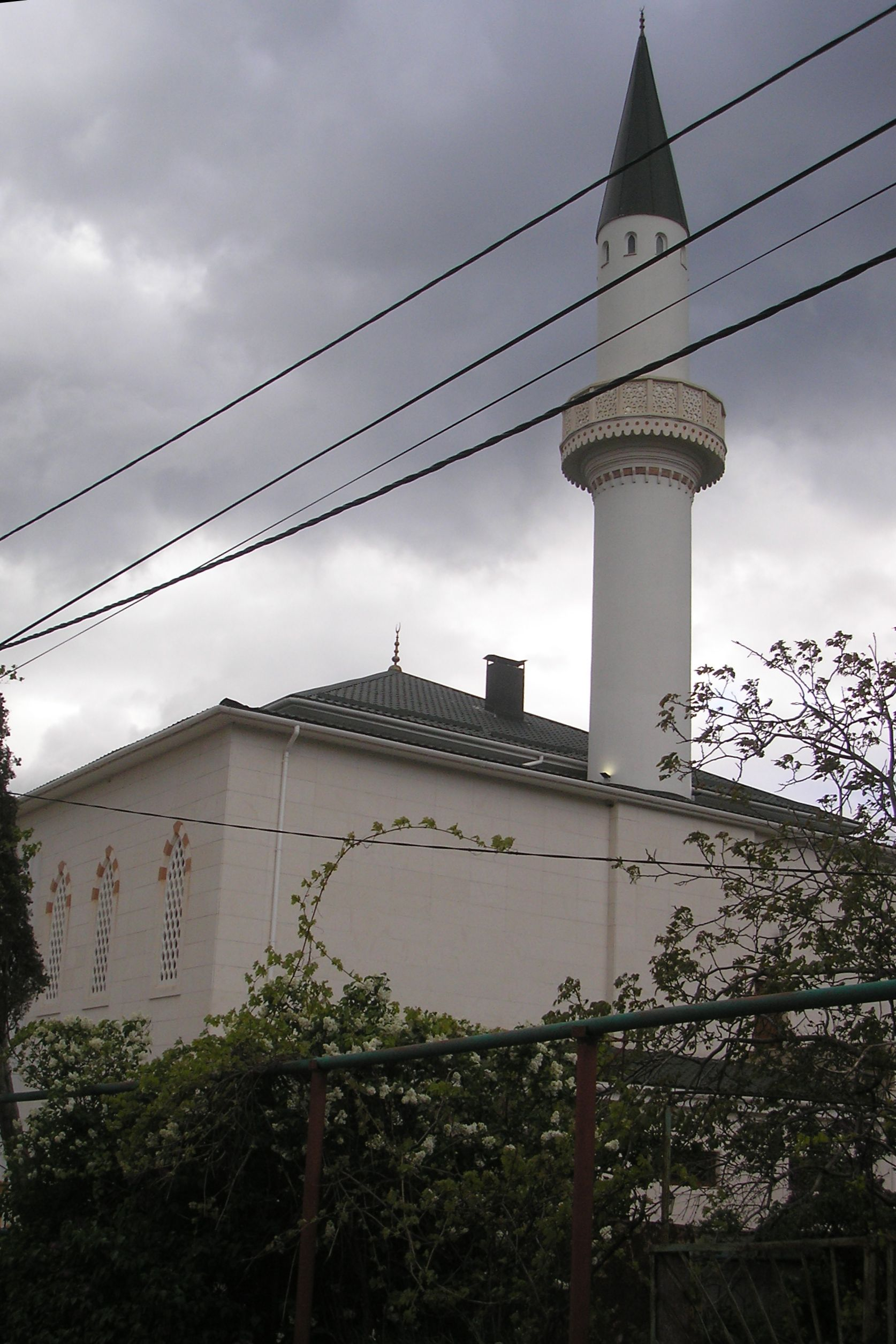
2015 рік

Соборна мечеть Корбек Джамі розташована в самому центрі села Ізобільне, що за кілька кілометрів від Алушти. До 1945 року село мало кримськотатарську назву Корбек.
Мінарет мечеті зруйнували на початку ХХ століття, а будівлю спалили 1994 року. Через 20 років культову споруду вдалося відновити на колишньому місці.
Гроші на будівництво мечеті надав відомий турецький підприємець Мурат Улькер. Бізнесмен є кримським татарином за походженням, онуком останнього імама Корбек Джамі Девлета-хаджі Іслама та сином турецького кондитера, засновника відомої компанії з виробництва солодощів та напоїв «Ülker» Сабрі Улькера. Журнал Forbes кілька разів називав Мурата Улькера найбагатшою людиною Туреччини. Його статки оцінюються в 3,7 млрд доларів США.
У червні 2014 року в Ізобільному відбулася урочиста церемонія відкриття мечеті. За словами парафіян, Девлет-хаджі Іслам перед смертю заповів сину Сабрі Улькеру відновити мечеть. Однак він не зміг цього зробити. Тоді цю місію взяв на себе онук останнього імама Корбек Джамі — Мурат Улькер.
При будівництві мечеті використовували натуральний мармур та рідкісні породи дерева. Усі написи виконані арабською в'яззю, міхраб (ніша у стіні мечеті) та портал на вході до мечеті вкриті сусальним золотом.
Мечеть розрахована на 400—500 парафіян. На першому поверсі будівлі розташований кабінет імаму, медресе для хлопчиків зі спальною кімнатою, навчальними класами, їдальнею, а також дві кімнати для омивання — окремі для чоловіків та жінок.
Молодята часто обирають для проведення обряду нікях (шлюб, який укладається між чоловіком та жінкою) саме цю мечеть.